# Westport (Dakota del Sud)
Westport è un centro abitato (town) degli Stati Uniti d'America, situato nella Contea di Brown nello Stato del Dakota del Sud. La popolazione era di 133 persone al censimento del 2010. Fa parte dell'area micropolitana di Aberdeen.
La città prende il nome di un impiegato delle ferrovie.

## Geografia fisica
Westport è situata a 45°38′56″N 98°29′50″W (45.648875, -98.497262).
Secondo lo United States Census Bureau, ha un'area totale di 0,24 miglia quadrate (0,62 km²).

## Società

### Evoluzione demografica
Secondo il censimento del 2010, c'erano 133 persone.

### Etnie e minoranze straniere
Secondo il censimento del 2010, la composizione etnica della città era formata dal 92,5% di bianchi, il 4,5% di nativi americani, e il 3,0% di altre etnie. Ispanici o latinos di qualunque etnia erano il 3,0% della popolazione.